# Evanta Motor Company

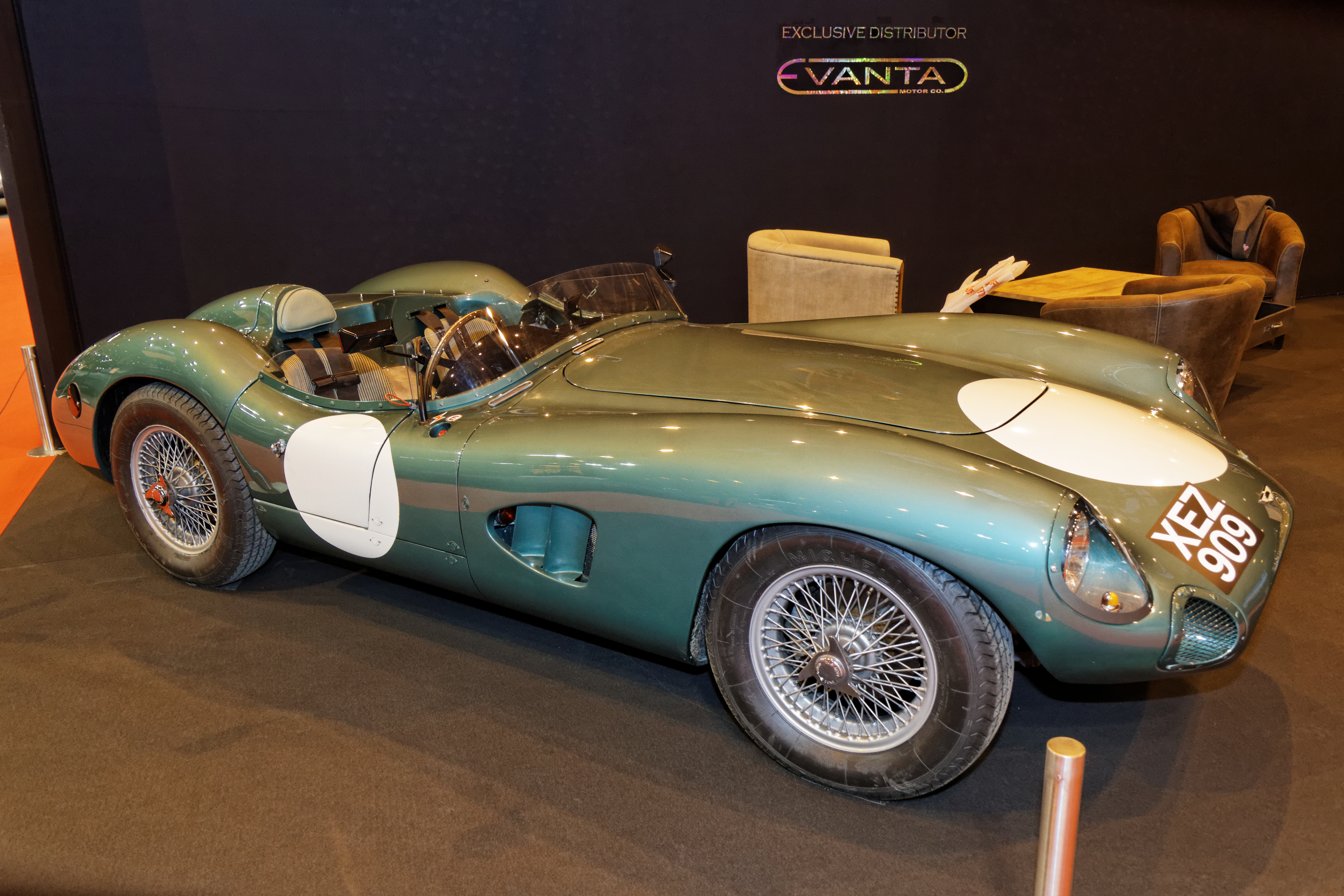
Evanta R 1

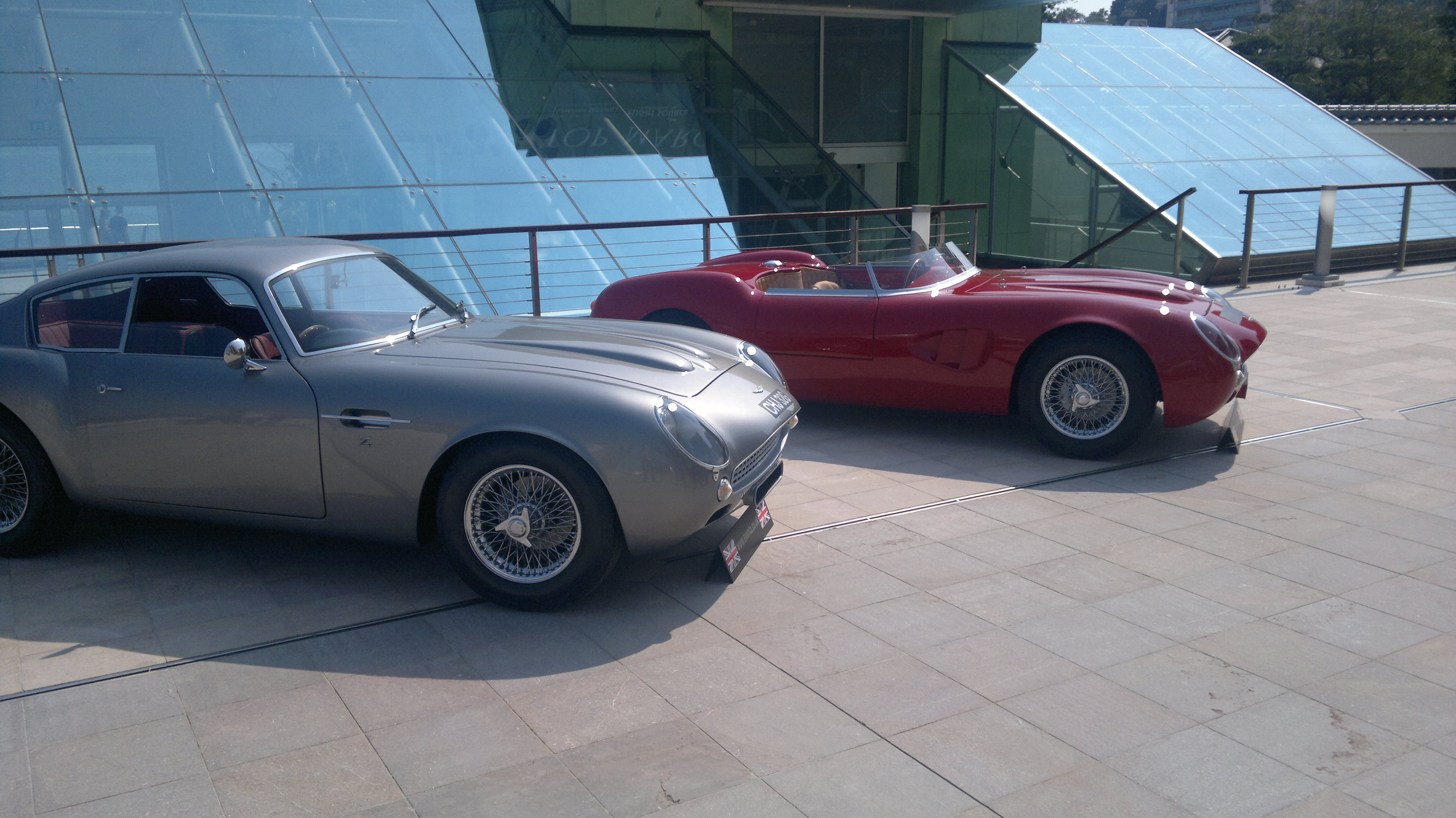
Evanta DB 4 GT Zagato

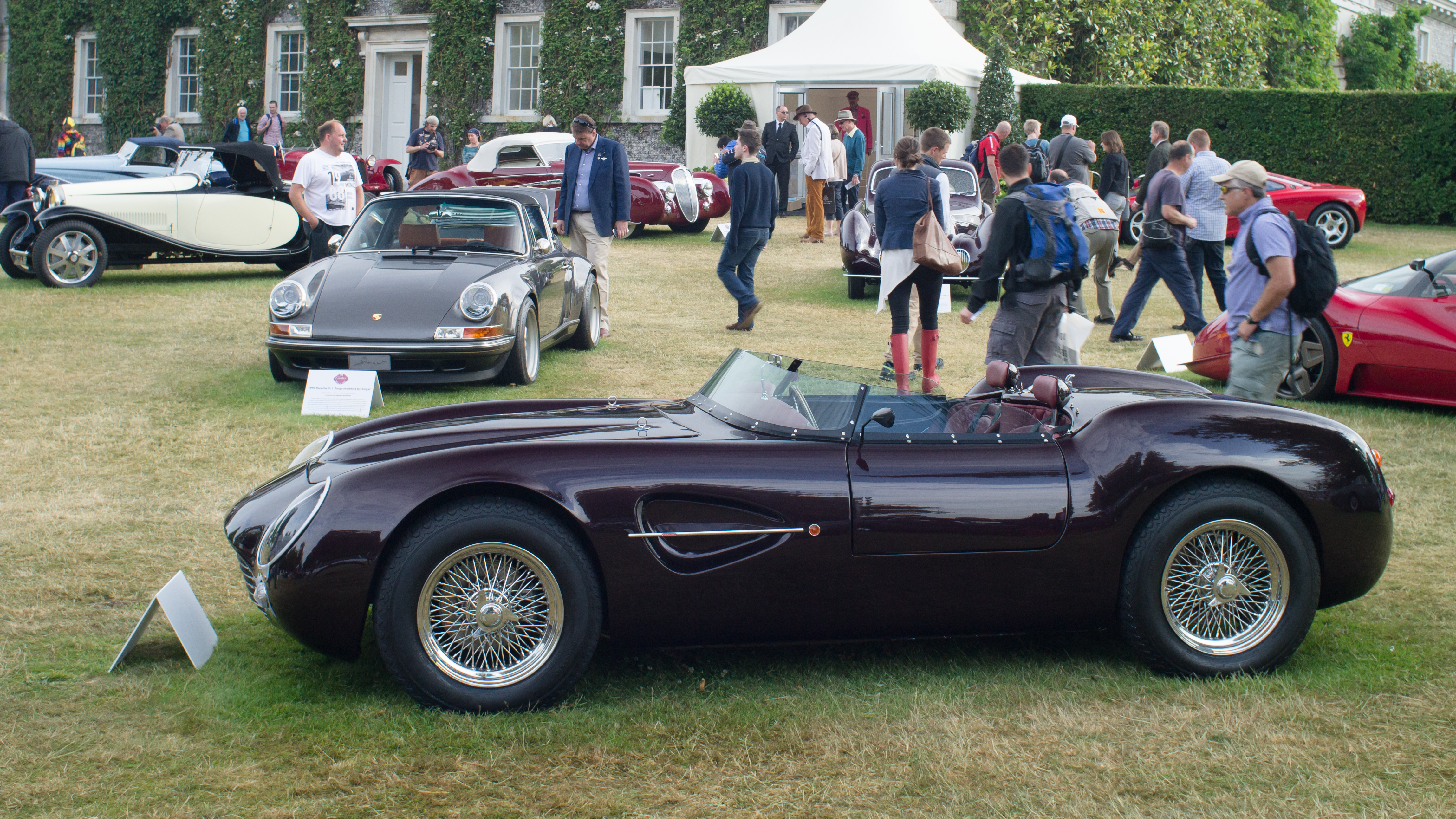
Evanta Barchetta

Evanta Motor Company Limited war ein britischer Hersteller von Automobilen sowie Restaurierungsbetrieb.

## Unternehmensgeschichte
Evan John Herbert gründete am 22. April 2008 das Unternehmen in Tewin in der Grafschaft Hertfordshire. Er begann mit der Produktion von Automobilen. Der Markenname lautet Evanta. Anthony Richard Anstead ist seit 24. Februar 2009 im Unternehmen und inzwischen Teilhaber und Direktor.
Die Firma wurde 2017 aufgelöst.

## Fahrzeuge
Das Unternehmen stellt Fahrzeuge her, die historischen Modellen ähneln. Es sind – laut Hersteller – keine direkten Nachbildungen.
Der R 1 war ein offener zweisitziger Rennsportwagen im Stil der 1950er Jahre und ähnelte dem Aston Martin DBR 1. Ein Sechszylindermotor von Jaguar Cars trieb die Fahrzeuge an. Das Auktionshaus Silverstone Auctions versteigerte am 24. Mai 2014 ein 2013 hergestelltes Fahrzeug mit dem britischen Kennzeichen XEZ 909 für 63.250 Pfund.
Der 2012 präsentierte GT ist ein sportliches Coupé der gleichen Zeit, der vom Aston Martin DB 4 GT Zagato inspiriert war. Motor, Radaufhängungen und die Bremsen stammten vom Aston Martin DB 7 Vantage. Der V12-Motor mit 5900 cm³ Hubraum leistete über 400 PS.
Der Barchetta ist ein zweisitziger Roadster. Ein Prototyp wurde am 18. Mai 2013 in Monaco vorgestellt, und das spätere Serienmodell am 12. September 2014 beim Goodwood Revival. Die Basis bildet ein Rohrrahmen. Darauf wird eine Karosserie in Kevlar bzw. gegen Aufpreis in Aluminium montiert. Ein V8-Motor von Chevrolet mit 6200 cm³ Hubraum und 450 PS treibt das Fahrzeug an. Die Stückzahl ist nach Angaben des Herstellers auf 49 begrenzt.